# 조선의 건국 신화
조선의 건국 신화는 조선을 건국한 태조 이성계와 관련된 설화로, 그 내용은 다음과 같다.

## 이성계 설화
고려의 기운이 생명을 다하고 서서히 기울어져가고 있을 때, 함경도 영흥에 이자춘이 살고 있었다. 이곳은 원나라의 지배를 받고 있었는데, 인품이 뛰어난 이자춘은 영흥 땅 백성들로부터 신망을 얻고 있었다. 어느 날 낮잠을 자다가 꿈을 꾸었는데 신선이 나타나 "들어라! 난 백두산 신령이다. 장차 너에게 경사스러운 일이 생길 것이다. 전국의 명산을 찾아가 정성껏 빌어라, 그러면 귀한 아들을  얻게 될 것이야"라고 말해 주었다. 잠에서 깬 이자춘은 꿈이 신기하기도 하고 이상하기도 해 부인에게 들려주었다. 이날 이후부터 이자춘 부부는 몸과 마음을 깨끗이 하여 명산을 찾아가 정성껏 백일기도를 드렸다. 기도를 마치고 집으로 돌아온 그날 밤에 이자춘은 또 꿈을 꾸었다. 이번에는 선녀가 하늘에서 오색구름을 타고 내려와 소매속에서 황금으로 된 자를 꺼내주면서 "이것은 천제께서 그대의 집으로 하사하는 것이니 잘 보관했다가 나라를 다스리게 하시오"라고 했다. 부인은 그날부터 태기가 있었는데 다른 사람보다 3개월이 넘은 열세달 만에 아들을 낳았는데 그가 조선을 건국한 태조 이성계이다.
이성계의 본관은 전주이며 이름은 성계, 자가 중결이며 호가 송헌이다. 이성계는 태어날 때부터 골격이 컸으며 기개가 웅장했다. 그의 모습은 용의 얼굴에 봉황의 아름다움을 닮았다. 원숭이팔에 호랑이 걸음걸이였고 기상이 영웅호걸이며 마음이 인자하고 너그러웠다. 그는 대여섯 살 때부터 남을 포용하고 은혜 베풀기를 좋아했다. 또한 칼 쓰기, 활쏘기, 진(陳)치기 등 군사와 관련된 놀이를 하면서 성장했다. 더구나 글을 익히는데 있어서도 총명했다. 열 살이 넘으면서 정식으로 무술을 익혔는데 활솜씨만큼은 천하제일이었다.